# Wielościan foremny

Istnieje pięć wielościanów foremnych (brył platońskich)

Wielościan foremny a. bryła platońska – wielościan, w którym:
- wszystkie ściany są przystające i foremne;
- wszystkie kąty wielościenne są równe[1].

Wielościany foremne są szczególnym przypadkiem wielościanów półforemnych (archimedesowskich), w których foremne ściany nie muszą być identyczne (tj. wzajemnie przystające).

## Przypadek trójwymiarowowy

### Lista
Istnieje pięć wielościanów foremnych (z dokładnością do podobieństwa):
| Nazwa           | Nazwa grecka | Grafika                 | Ściana                        | Liczba ścian | Liczba krawędzi | Liczba wierzchołków | Kąt dwuścienny                                                                    |
| --------------- | ------------ | ----------------------- | ----------------------------- | ------------ | --------------- | ------------------- | --------------------------------------------------------------------------------- |
| czworościan     | tetraedr     | Czworościan foremny     | trójkąt foremny (równoboczny) | 4            | 6               | 4                   | {\displaystyle \arcsin {\frac {2{\sqrt {2}}}{3}}\approx 70{,}529^{\circ }}        |
| sześcian        | heksaedr     | Sześcian                | czworokąt foremny (kwadrat)   | 6            | 12              | 8                   | {\displaystyle 90^{\circ }.}                                                      |
| ośmiościan      | oktaedr      | Ośmiościan foremny      | trójkąt foremny (równoboczny) | 8            | 12              | 6                   | {\displaystyle 2\arcsin {\frac {\sqrt {6}}{3}}\approx 109{,}471^{\circ }}         |
| dwunastościan   | dodekaedr    | Dwunastościan foremny   | pięciokąt foremny             | 12           | 30              | 20                  | {\displaystyle \arccos {(}{-}{\frac {\sqrt {5}}{5}}{)}\approx 116{,}565^{\circ }} |
| dwudziestościan | ikosaedr     | Dwudziestościan foremny | trójkąt foremny (równoboczny) | 20           | 30              | 12                  | {\displaystyle \arccos {(}{-}{\frac {\sqrt {5}}{3}}{)}\approx 138{,}189^{\circ }} |

### Dowody zupełności listy
Pierwszy z dowodów opiera się na analizie łącznej liczby kątów wewnętrznych ścian zbiegających się przy dowolnym wierzchołku.
| ściana                | kąt wewnętrzny ściany | liczba ścian przy wierzchołku ⩾3 | wielokrotność kąta <360° | nazwa                   | uwagi                                          |
| --------------------- | --------------------- | -------------------------------- | ------------------------ | ----------------------- | ---------------------------------------------- |
| trójkąt               | 60°                   | 3                                | 180°                     | czworościan foremny     |                                                |
| trójkąt               | 60°                   | 4                                | 240°                     | ośmiościan foremny      |                                                |
| trójkąt               | 60°                   | 5                                | 300°                     | dwudziestościan foremny | ostatni z tej serii, bo 6·60°≥360°             |
| kwadrat               | 90°                   | 3                                | 270°                     | sześcian                | jedyny z tej serii, bo 4·90°≥360°              |
| pięciokąt             | 108°                  | 3                                | 324°                     | dwunastościan foremny   | jedyny z tej serii, bo 4·108°≥360°             |
| sześciokąt i następne | ≥120°                 | 3                                | ≥360°                    | –                       | żaden z tej i następnych serii, bo 3·120°≥360° |

Drugi mniej elementarny dowód powołuje się na twierdzenie Eulera o wielościanach:
{\displaystyle W+S=K+2,}
gdzie {\displaystyle W} oznacza liczbę wierzchołków wielościanu, {\displaystyle S} liczbę jego ścian, a {\displaystyle K} liczbę krawędzi.
Ponieważ każda ściana jest n-kątem foremnym, a każda krawędź należy do dwóch ścian, mamy
{\displaystyle S\cdot n=2K.}
Z kolei z każdego wierzchołka wychodzi {\displaystyle l} krawędzi, z których każda łączy dwa wierzchołki, a zatem
{\displaystyle W\cdot l=2K.}
Po wyznaczeniu z dwóch ostatnich zależności {\displaystyle W} i {\displaystyle S}
{\displaystyle W={\frac {2K}{l}};S={\frac {2K}{n}}}
i po podstawieniu ich do wzoru Eulera dostaniemy
{\displaystyle {\frac {2K}{l}}+{\frac {2K}{n}}=K+2.}
Przekształcając otrzymamy kolejno
{\displaystyle {\frac {1}{l}}+{\frac {1}{n}}={\frac {1}{2}}+{\frac {1}{K}}>{\frac {1}{2}},}
oraz
{\displaystyle (n-2)(l-2)<4.}
Ponieważ {\displaystyle l\geqslant 3} oraz {\displaystyle n\geqslant 3,} przez rozpatrzenie wszystkich przypadków otrzymuje się następujące możliwości:
| {\displaystyle (n-2)\cdot (l-2)} | {\displaystyle n} | {\displaystyle l} | nazwa                   |
| -------------------------------- | ----------------- | ----------------- | ----------------------- |
| 1·1                              | 3                 | 3                 | czworościan foremny     |
| 2·1                              | 4                 | 3                 | sześcian                |
| 1·2                              | 3                 | 4                 | ośmiościan foremny      |
| 1·3                              | 3                 | 5                 | dwudziestościan foremny |
| 3·1                              | 5                 | 3                 | dwunastościan foremny   |

Oczywiście znając {\displaystyle n,l} można wyznaczyć {\displaystyle W,K,S,} korzystając ze wzoru Eulera i zależności {\displaystyle S\cdot n=2K} oraz {\displaystyle W\cdot l=2K.}
Widać też dualność wielościanów przy wzajemnej zamianie {\displaystyle n} i {\displaystyle l.}

### Historia
Wielościany foremne nazywane są także bryłami platońskimi, gdyż Platon jako pierwszy odnotował fakt istnienia ściśle określonej ich liczby.
Do jego czasów znano jednak jedynie cztery z nich. Sam Platon, pisząc Timajosa, nie wspomina jeszcze o dwunastościanie. Ten ostatni został odkryty dopiero przez Teajtetosa (ucznia Platona).
Bryły platońskie poruszały wyobraźnię wielu myślicieli i filozofów. Były też wykorzystywane przez nich w rozważaniach kosmologicznych.
W dialogu Timajos Platon pisał, że każdy żywioł można utożsamić z jedną z doskonałych brył (ogień – czworościan, ziemia – sześcian, powietrze – ośmiościan, woda – dwudziestościan). Po odkryciu dwunastościanu foremnego włączył go do swojego systemu jako symbol całego wszechświata.
Niemal 2 tysiące lat później, w XVII wieku Kepler użył wielościanów foremnych do swojego modelu kosmologicznego. Jeśli bowiem na sferze o promieniu orbity Merkurego opisać ośmiościan, a na nim opisać następną sferę, to jej promień odpowiadać będzie promieniowi orbity Wenus. Jeśli na tej drugiej sferze opisać dwudziestościan, a na nim kolejną trzecią sferę, to jej promień odpowiada promieniowi orbity Ziemi. I tak kolejno dla następnych wielościanów foremnych i planet: dwunastościan – Mars, czworościan – Jowisz, sześcian – Saturn. Było to pierwsze z odkrytych przez Keplera praw ruchu planet, nie uznane wszakże za prawo natury w dzisiejszym rozumieniu nauki. Odkryta prawidłowość utwierdziła Keplera w głębokim przekonaniu, że Bóg jest matematykiem.

## Uogólnienie na wielokomórki foremne
Pojęcie wielościanu foremnego można w naturalny sposób uogólnić definiując wielokomórkę foremną w dowolnej przestrzeni n-wymiarowej euklidesowej, oznaczanej {\displaystyle \mathbb {R} ^{n}}.

### Przestrzeń czterowymiarowa

foremna 5-komórka

foremna 8-komórka (oktachoron)

foremna 16-komórka

foremna 24-komórka

foremna 120-komórka

foremna 600-komórka

Udowodniono, że dla n=4 istnieje dokładnie 6 wielokomórek foremnych:
| Nazwa                                         | Liczba ścian trójwymiarowych (brył foremnych) | Liczba ścian dwuwymiarowych (wielokątów foremnych) | Liczba krawędzi | Liczba wierzchołków | Wielokomórka dualna |
| --------------------------------------------- | --------------------------------------------- | -------------------------------------------------- | --------------- | ------------------- | ------------------- |
| foremna 5-komórka (4-wymiarowy sympleks)      | 5 czworościanów                               | 10 trójkątów                                       | 10              | 5                   | samodualna          |
| foremna 8-komórka (4-wymiarowy hipersześcian) | 8 sześcianów                                  | 24 kwadratów                                       | 32              | 16                  | 16-komórka          |
| foremna 16-komórka                            | 16 czworościanów                              | 32 trójkątów                                       | 24              | 8                   | 8-komórka           |
| foremna 24-komórka                            | 24 ośmiościanów                               | 96 trójkątów                                       | 96              | 24                  | samodualna          |
| foremna 120-komórka                           | 120 dwunastościanów                           | 720 pięciokątów                                    | 1200            | 600                 | 600-komórka         |
| foremna 600-komórka                           | 600 czworościanów                             | 1200 trójkątów                                     | 720             | 120                 | 120-komórka         |

### Wyższe wymiary
Dla dowolnego naturalnego {\displaystyle n>4} udowodniono, że w przestrzeni {\displaystyle \mathbb {R} ^{n}} istnieją dokładnie trzy wielokomórki foremne:
| Nazwa                          | Liczba (n-1)-wymiarowych ścian                       | Liczba k-wymiarowych ścian, 0≤k≤n-1                                | Wielokomórka dualna |
| ------------------------------ | ---------------------------------------------------- | ------------------------------------------------------------------ | ------------------- |
| n-wymiarowy sympleks foremny   | {\displaystyle n+1} (n-1)-wymiarowych sympleksów     | {\displaystyle n+1 \choose k+1} k-wymiarowych sympleksów           | samodualna          |
| n-wymiarowy hipersześcian      | {\displaystyle 2n} (n-1)-wymiarowych hipersześcianów | {\displaystyle {n \choose k}2^{n-k}} k-wymiarowych hipersześcianów | 2n-komórka          |
| n-wymiarowa 2n-komórka foremna | {\displaystyle 2^{n}} (n-1)-wymiarowych sympleksów   | {\displaystyle {n \choose k+1}2^{k+1}} k-wymiarowych sympleksów    | hipersześcian       |

Ponadto, uogólnione objętości i powierzchnie powyższych trzech wielokomórek foremnych to funkcje holomorficzne wymiaru zespolonego {\displaystyle n\in \mathbb {C} }. Wielokomórki te są zatem zdefiniowane w każdym wymiarze.
Można też rozpatrywać przypadki {\displaystyle n<3.} „Wielokomórka” w przestrzeni 2-wymiarowej to wielokąt foremny; istnieje ich nieskończenie wiele, gdyż dla każdego {\displaystyle \ell \geqslant 3} istnieje {\displaystyle \ell }-kąt foremny. Z kolei „wielokomórka” w przestrzeni 1-wymiarowej zawsze ma jeden i ten sam kształt – to odcinek i można go traktować jako „foremny”.